# Перчухі Партизпанян-Барсегян
Перчýхі Партизпаня́н-Барсегя́н (вірм. Պերճուհի Պարտիզպանյան-Բարսեղյան; 1886, Едірне, Османська імперія — 18 травня 1940, Париж, Франція)— вірменська письменниця, педагог, гуманістка, одна з перших трьох жінок, обраних на посаду члена парламенту з утворення Республіки Вірменії в 1919.

## Життєпис
Перчухі Партизпанян народилася в 1886 році в Едірне, Османська імперія.
Разом із сестрою Сатенік вона відвідувала середню школу у Філіппополісі (нині Пловдив) Болгарія.
У молодому віці вона надихнулася революційними ідеями Ростома та його дружини Лізи Мелік Шахназарян, які керували там вірменською школою.
У 16-річному віці Перчухі Партизпанян повернулася назад в Едірне. Там вона познайомилася з Саргісом Барсегян, інтелектуалом та членом Вірменської революційної федерації, відомої також як Дашнакцутюн. Він закликав її заснувати Вірменський жіночий союз (Հայ կանանց միություն) — організацію, яка заохочує інших жінок писати та обговорювати вірменську літературу та прогресивні ідеї.
Пізніше Партизпанян поновила навчання в коледжі у Женеві, вивчала літературу та педагогіку.
Закінчивши освіту, Перчухі повернулася до Туреччини і почала викладати спочатку у Вані, а потім у Гіресуні.
У 1909 році вона вийшла заміж за Саргіса Барсегяна, який став головою Дашнакцутюна в Константинополі. У них народився син.
Саргіс Барсегян був заарештований у березні 1915 року. 30 квітня того ж року страчений державою як одна з перших жертв геноциду вірмен. Після цього Партизпанян-Барсегян із своїм сином втекла до Софії, Болгарія. Незабаром вона оселилась у Тбілісі і продовжила викладати.
Коли Вірменія здобула незалежність від Російської імперії, Партизпанян-Барсегян переїхала до Єревана. Вона разом з іншими членами Дашнакцутюна працювала над тим, щоб нова конституція Республіки Вірменія передбачала загальне виборче право. Письменниця була соціально активною і працювала з іншими жінками, щоб забезпечити догляд за сиротами та біженцями.
Коли відбулися перші вибори 23 червня 1919 року, Перчурі Барсегян була однією з трьох жінок, обраних для участі в парламенті з 80 членів. Дві інші жінки — Варвара Саакян та Катаріна Залян-Манукян.
З розпадом Республіки Вірменія Партизпанян взяла сина та ненадовго повернулась до Софії.
Пізніше вона оселилась в Парижі, де працювала в Міжнародному бюро у справах біженців Нансена [Архівовано 17 липня 2020 у Wayback Machine.] і продовжувала свої літературну діяльність.
Померла письменниця 18 травня 1940 року в Парижі, Франція.

## Творчість
Свою літературну діяльність Перчухі Партизпанян розпочала ще в студентські роки. Навчаючись у Женеві, письменниця видавала свої праці під псевдонімом Etna. Навіть наприкінці свого життя вона працювала у літературному напрямі, зокрема опублікувала свої спогади у «Խանձուած օրերը» («Дні лиха») як серію в американському журналі Хайренік між 1938 і 1939 роками.
Її син переклав «Дні лиха» французькою мовою та опублікував їх у Марселі у 2004 році.
Твори Перчухі Партизпанян, а особливо її «Дні лиха», є вагомими репрезентаціями історичного міжвоєнного періоду в боротьбі Вірменії та ролі жінки, яка відігравала захист нації та людей у їх прагненні до незалежності.

### Вибрані твори
- Збірка оповідань «Кінець шторму» («Փոթորիկէն վեր»).
- Поема «Моя Батьківщина» («Հայրենիքս»)
- Новели «Арпік» (« Արփիկը»), «Один кільцевий ланцюжок» («Օղակ մը շղթայէս»)